# 6906 Johnmills
6906 Johnmills è un asteroide della fascia principale. Scoperto nel 1990, presenta un'orbita caratterizzata da un semiasse maggiore pari a 2,7442375 UA e da un'eccentricità di 0,2708021, inclinata di 10,45834° rispetto all'eclittica.